# Ctenogobiops pomastictus
 Ctenogobiops pomastictus es una especie de peces de la familia de los Gobiidae en el orden de los Perciformes.

## Morfología
Los machos pueden llegar a alcanzar los 8 cm de longitud total.

## Depredadores
En Australia es depredado por Synodus englemani .

## Hábitat
Es un pez de Clima tropical y asociado a los arrecifes de coral que vive hasta los 15 m de profundidad.

## Distribución geográfica
Se encuentra en Australia, la China, Guam, Indonesia, el Japón (incluyendo las Islas Ryukyu), las Islas Marshall, la Micronesia, las Islas Marianas, República de Palau, Papúa Nueva Guinea, las Filipinas, Taiwán y el Vietnam. 

## Observaciones
Es inofensivo para los humanos. 